# Roberto Cláudio Rodriguez Bezerra
Roberto Cláudio Rodrigues Bezerra (Fortaleza, Brasil 15 de agosto de 1975) es un político brasileño que actualmente desempeña el cargo de Alcalde de la ciudad de Fortaleza en el noroeste de Brasil la cual es la quinta ciudad más grande de este país.
Roberto Cláudio (como es popularmente conocido en la política) es médico graduado en la Universidad de Ceará en Fortaleza y tiene un posgrado en Salud pública en la Universidad de Arizona en Estados Unidos.
Fue elegido Alcalde de Fortaleza en la segunda vuelta de las elecciones municipales el 28 de octubre de 2012.